# Rubus franconicus
Rubus franconicus es una especie de planta del género Rubus, perteneciente a la familia Rosaceae.

## Taxonomía
Rubus franconicus fue descrita por H. E. Weber en 1979.

## Distribución
Se encuentra en el territorio este de Europa central hasta Eslovenia.